# 秘密のまほう管理局
『秘密のまほう管理局』（原題：Ганзель, Гретель и Агентство Магии）は、2021年にロシアで製作されたアニメーション映画作品である。

## あらすじ
ヘンゼルとグレーテルは、おとぎ話の多くのキャラクターと出会う魔法の森で、信じられないほどの冒険に出かけます。 グレーテルは、極秘のマジックセキュリティ部門で最高のエージェントの1人です。 世紀の犯罪、つまり王の不思議な失踪を調査するために割り当てられたのは彼女です。 すでに困難な事件は、彼の兄弟ヘンゼルが彼のパートナーになるという事実によって複雑になっています-スーパーエージェントの非の打ちどころのない評判に影を落とす有名な詐欺師。 秘密機関は、グレーテルの知識とヘンゼルの創意工夫によってのみ王を見つけることができることを知っています。 一緒に、彼らは魔法の世界の神秘的な秘密に入り、悪の勢力と戦い、強力な魔女に挑戦します。

## キャスト
- ニコラス・コルダ - ヘンゼル（吹替：小松史法）
- コートニー・ショー - グレーテル（吹替：甲斐田裕子）
- エリカ・シュローダー- イルヴァイラ（吹替：渡辺明乃）
- ジョルジェット・ティモニー - エージェント・ステップマザー